# San José de Ayala
San José de Ayala es una localidad del estado mexicano de Guanajuato. Es parte del municipio de Huanímaro.

## Toponimia
El nombre «San José» hace referencia al santo patrono de la localidad: José de Nazaret.

## Demografía
| Gráfica de evolución demográfica |
|                                  |

| Censo | Población |
| ----- | --------- |
| 1900  | 48        |
| 1910  | 110       |
| 1921  | 285       |
| 1930  | 357       |
| 1940  | 505       |
| 1950  | 582       |
| 1960  | 828       |
| 1970  | 844       |
| 1980  | 1 094     |
| 1990  | 1 228     |
| 2000  | 1 367     |
| 2010  | 1 415     |
| 2020  | 1 421     |